# عبد الرحمن الصايغ
عبد الرحمن الصايغ (10 مارس 1989 -)، ممثل كويتي.

## أعماله
- مسلسل صديقات العمر
- مسلسل يا مالكا قلبي
- مسرحيات مهرجان مسرح بلا جمهور فور
- مسرحية خارج المنافسة
- مسرحية لوحات
- مسرحية حرب النعل
- مساعد مخرح في يامالكا قلبي والبيت بيت ابونا
- قام بإخراج الفيلم القصير أنت انا ، وحياة مهرج
- مذيع على قناة سكوب برنامج مغازين